# 石玉林
石玉林（1936年1月2日—），福建长乐人，中国自然资源专家。

## 生平
1936年1月，出生于福建长乐。1947年秋，入学私立建华初级中学（现福建省长乐第一中学），并于1950年夏初中毕业。1953年，从福州农业学校（现福建农业职业技术学院）园艺专业毕业。1957年，毕业于北京农业大学土壤农业化学系。1985年，任中国科学院新疆资源开发综合科学考察队队长。1987年，任中国科学院自然资源综合考察委员会常务副主任。1995年，中国科学院地理科学与资源研究所研究员、博士生导师。
1995年当选为中国工程院院士。